# دین باکت
دین باکت (انگلیسی: Dean Baquet؛ زادهٔ ۲۱ سپتامبر ۱۹۵۶) یک روزنامه‌نگار اهل ایالات متحده آمریکا است. وی در سال ۱۹۸۸ برنده جایزه پولیتزر شده‌است. باکت از تاریخ ۱۴ می ۲۰۱۴ سردبیر نیویورک تایمز می‌باشد. بین سال‌های ۱۹۷۴ تا ۱۹۷۸ در دانشگاه کلمبیا تحصیل نمود. با این وجود به خاطر فعالیت در عرصه روزنامه‌نگاری تحصیل در دانشگاه را نیمه کار رها کرد.
باکت تقریباً یک دهه در نیواورلئان کار کرد و سپس به کار در شیکاگو تریبون پرداخت.